# Lipocarpha nana
Lipocarpha nana är en halvgräsart som först beskrevs av Achille Richard, och fick sitt nu gällande namn av Henri Chermezon. Lipocarpha nana ingår i släktet Lipocarpha och familjen halvgräs. Inga underarter finns listade i Catalogue of Life.